# Стілтмен
Стілтмен (англ. Stilt-Man, Людина-ходуля) — ім'я кількох різних суперлиходіїв у американських коміксах, виданих Marvel Comics.

## Історія видання
Людина-ходуляр вперше з'явилася в Шибайголова № 8 (червень 1965). Це злочинець, одягнений у непроникну броню з потужними телескопічними ногами (корисно для пограбувань високих поверхів). Окрім того, що він є одним із найвитриваліших заклятих ворогів Шибайголови, він з'являвся як противник багатьох інших героїв, таких як Залізна людина, Тор і Людина-павук.

## Біографія вигаданого персонажа
Вілбер Дей народився в Нью-Йорку. Як вчений, винахідник та інженер, він працював у Карла Какстона, який винайшов гідравлічний пристрій. Вілбур викрав конструкції Кекстона та використав їх для створення пари надзвичайно довгих телескопічних металевих ніг, які дозволяли йому підніматися високо над землею. Він включив ці гідравлічні ходулі в броньований бойовий костюм, який він створив для використання під час пограбувань як професійний кримінальний Стілтмен. Він бився зі Шибайголовою і, здавалося, перетворився на небуття, коли його випадково влучив експериментальний молекулярний конденсаторний промінь. Пізніше з'явилася розповідь про його повернення з лімбоподібного «мікровсесвіту», і він намагався допомогти Стрибуну втекти з-під варти. Людину на ходулях знову переміг Шибайголова, але йому допоміг втекти Мародер у масці. Людина-ходуляр об'єднався з Мародером у масці, щоб зловити Сміливця в пастку; однак він бився з Людиною-павуком і зазнав поразки від Сміливця. Його втеча від Daredevil за допомогою Електро була пізніше переказана. Стілтмен об'єднався з Електро, Матадором, Стрибуном і Гладіатором, щоб сформувати оригінальних Емісарів Зла та битися з Шибайголовою. Пізніше Стілтмен був найнятий бандитами, щоб убити кандидата в окружні прокурори Фоггі Нельсона, і він знову бився з Шибайголовою. Він переодягнувся в каскадера і напав на Шибайголовою на знімальному майданчику в Голлівуді. У Сан-Франциско він викрав свого колишнього роботодавця Карла Какстона та його дочку, щоб змусити його відтворити свій молекулярний конденсатор. Однак Стілтмен бився та зазнав поразки від Шибайголови та Чорної Вдови.
Окрім довгої невдалої кар'єри Стілтмена проти Сміливця, він тим часом стикався з іншими супергероями. Його найняли мафіозі Лос-Анджелеса, щоб убити Сокола, і під час цього він викрав у Трапстера різну зброю та пристрої. Він пограбував банк Лос-Анджелеса та бився з Чорним Голіафом. Він телепортував Чорного Голіафа та його супутників на чужу планету за допомогою Z-ray зброї. Стілтмен напав на Чорного Голіафа в штаб-квартирі Чемпіонів у пошуках інопланетного джерела енергії. Він бився з Чемпіонами, і його Z-ray зброя була знищена Даркстаром, але йому вдалося втекти від Чемпіонів. Пізніше Бластаар і ФАУСТ звільнили його з в'язниці, і йому дали спеціальний новий бойовий костюм, виготовлений із вторинного адамантію, з додатковою зброєю. Він викрав кілька радіоактивних ізотопів і бився з Тором, але програв бій і переможець Бог Грому позбавив його костюма, який конфіскував його.
Стілтмен був найнятий, щоб викрасти помічника окружного прокурора Максін Лавендер. У своїй цивільній ідентичності його застав Турк Барретт, дрібний шахрай і ще більший невдаха, ніж Дей, який холоднокровно обдурив Дея, викрав його обладунки та прийняв ідентичність Стілтмена. Турк зв'язався з Кінгпіном і запропонував стати його новим вбивцею, але отримав відмову: «Не має значення, яку броню чи зброю ти придбав, Турку. Ти ідіот. Я не наймаю ідіотів». Розлючений зухвалістю Турка, Дей зв'язався з Шибайголовою і повідомив йому про слабкість броні. Завдяки інформації Дея, Шибайголова легко вимкнув автоматичні гіроскопи, необхідні для збереження рівноваги броні, і збив Турка. Дей пізніше змінив броню, щоб Шибайголова не використав ці нові знання проти нього. Стілтмен намагався відновити свою репутацію, перемігши Людину-павука. Він звернув автоматизовану фабрику Cordco проти Людини-павука, але коли Людина-павук врятував йому життя, Людина-ходуля повернувся за це, не скориставшись нагодою вбити його.
Стілтмен продовжував спорадично з'являтися в різних коміксах Marvel, де він продовжив свою кримінальну кар'єру та бився з кількома супергероями, але без особливого успіху. Одна з його найвидатніших появ у цей час була під час сюжетної лінії «Залізної людини» «Війни обладунків», де він був одним із багатьох броньованих суперлиходіїв, чия броня була таємно вдосконалена за допомогою технологій, викрадених у Тоні Старка; Залізна людина швидко переміг лиходія в їхньому протистоянні, кинувши в нього одну зі своїх гідравлічних ніг, щоб нокаутувати. Пізніше Стілтмен намагався вбити окружного прокурора Блейка Тавера за те, що він відправив його у в'язницю, але був схоплений Жінкою-Галком. Стілтмен був серед лиходіїв, зібраних Доктором Думом для нападу на Фантастичну четвірку у Вашингтоні, округ Колумбія, під час Актів помсти. Незважаючи на те, що з ним було кілька інших лиходіїв, він з тріском провалився. Він також був серед лиходіїв, які намагалися напасти на Месників на місці їх реконструйованого маєтку, але їм завадили будівельники.
У серії Оренда героїв 2006 року версію броні Стілтмена можна знайти на поліцейському складі разом із спорядженням інших лиходіїв під їхніми іменами. Броня, яку ви бачите тут, позначена Справа: Нью-Йорк проти Турка («Невдаха»), і використовується Скорпіоном під час її битви з Паладином. Пізніше місцева газета розкрила таємну особу Метта Мердока, причому Мердок заперечував ці звинувачення. Почувши цю новину, Вілбур відвідав юридичні контори Нельсона та Мердока, оголосивши, що йому набридло ціле випробування, і що він йде на пенсію як Стілтмен. Він залишив свою броню у валізі на столі Мердока, і його силою забрали, коли він почав кричати про свій параноїдальний висновок, що Мердок був справжнім Кінґпіном. Тоді Мердок жартома запитав свого партнера по праву, Фоггі Нельсона, чи не хоче він стати наступним Стілтменом, і він швидко відхилив цю пропозицію. Протягом цього періоду Дей зав'язував романи і зрештою одружився з учасницею Circus of Crime Принцесою Пітон.
Коли Закон про реєстрацію супергероїв надав Дею шанс на спокуту, він підписався з урядом і отримав нову броню, щоб служити правоохоронцем під час громадянської війни. На жаль для Дея, одне з його завдань призвело його до конфлікту з Карателем. Обидва стежили за засудженим дитячим порнографом, який уже перебував під вартою ФБР. Каратель паралізує Людину-ходулю з M72 LAW, а потім стріляє в нього в упор, убиваючи його. Через кілька хвилин порнографа вбивають. Похорони Дея відбулися в барі With No Name, і на них були присутні його колеги, також бігани зі світу злочинності. Смуток змінився спогадами, які переросли в піднесений настрій, що згодом призвело до повномасштабної бійки. Поява Людини-павука поклала край насильству, але бар був негайно підірваний Карателем, намагаючись убити всіх лиходіїв усередині. Пізніше було згадано, що «всім їм довелося прокачати шлунок і лікувати опіки третього ступеня», а Стілтмен зрештою помер від отриманих травм. Під час сюжетної лінії Мертвих більше немає: Змова клонів Стілтмен є одним із суперлиходіїв, «реанімованих» у клонованих тілах (з їхніми душами недоторканими) Беном Рейлі та його компанією New U Technologies. Пізніше Стілтмен з'являється в Сан-Франциско, де він бореться з вищою Людиною-павуком, який нещодавно туди переїхав.

## Повноваження та здібності
Дей є компетентним, хоча, можливо, не геніальним рівнем, інженером і винахідником, зі ступенями фізики та інженерії-механіки. Він також помірно талановитий художник маскування. Дей часто використовує пістолет, здатний виробляти потужний електрошоковий газ. Він також використовував газові гранати, бластер заряджених частинок, вакуумний пристрій, електрифіковану зовнішність свого костюма, різні пристрої, викрадені з Трапстера, і різну звичайну зброю.
Стілтмен розробив і створив свій бойовий костюм, який збільшує його силу в десять разів, дозволяючи йому піднімати (тиснути) приблизно 1 500 фунт (680 кг). Костюм Стілтмена містять гідравлічні циліндри, які дозволяють використовувати їх як тарани, здатні розтягуватися до 250 футів і також дозволяють ходити до 30 миль за годину (48 км/год). Його ноги також покриті силіконовою сумішшю, яка запобігає прилипанню до них павутини Людини-павука. Карл Какстон розробив гідравлічний таран, але Вілбур Дей розробив гідравлічні ходулі та зброю як частину свого бойового костюма.

## Інші персонажі на ім'я Стілтмен

### Без назви
Під час відсутності Дея у світі костюмованих злочинців злочинець, ім'я якого ще не названо, придбав броню Стілтмена. Після покращення своїх телескопічних здібностей цей Стілтмен був переможений Шибайголовою і Люком Кейджем. Бій тривав довго, оскільки Шибайголова боявся нокаутувати лиходія на його нинішньому зрості, оскільки падіння вбило б його. Наступного разу він був переможений пані Марвел. Пізніше Стілтмен бився з Шибайголовою і Кращим Людиною-Павуком (розумом Доктора Восьминога в тілі Людини-павука).

### Майкл Воттс
Третього Стілтмена вибрала банда дрібних бандитів. Майкл Воттс стверджував, що знає хлопця, який знає хлопця, який знає хлопця, що веде до зв'язку з Тінкерером, який, очевидно, оновив костюм перед своїм останнім арештом. Каратель був в курсі дій банди. Але після деяких переконань Носорога, Френк залишив Воттса живим, який цитує «Ви караєте винного Френка, а не дурня». Воттс вірить, що він і його банда досягнуть великих успіхів після того, як Гуд прийшов до влади над суперлиходіями.

### Каллі Райан
Четвертий неідентифікований жіночий варіант з'являється в The Amazing Spider-Man № 611, і вона називає себе «Леді Стілтмен». Дедпул перемагає її, знявши кришку люка, в результаті чого одна її нога впадає, а інша наступає на високий каблук, прикріплений до верху вантажівки. Вона, здається, не пов'язана з жодним з інших Стілтменів і стверджує, що використовує це ім'я як «вшанування». Ця версія більш незграбна і нескоординована, а сама Людина-павук каже, що вона «занадто пнеться». У міні-серії «Наймані лиходії» Леді Стілтмен знову з'являється як член підгрупи лиходіїв Місті Найт для «Героїв на найм» під назвою «Стілтмен». Пізніше вона переходить на бік Пурпурової людини. Згодом Макс Ф'юрі залучає Леді Стілтмен до втілення Володарів Зла Ради тіней. Пізніше Леді Стілтмен з'являється в лікарні, де її відвідує Місті Найт. У цій появі з'ясовується, що справжнє ім'я Леді Стілт-Мен — Каллі Раян. Виявляється, вона стала жертвою скандалу через ганебне відео сексу серед інших героїнь і лиходійок. Хоча Місті очищає своє ім'я, коли з'ясовується, що всі відеозаписи були обманом, пізніше згадується, що Леді Стілтмен була спіймана на скоєнні злочину.

## Альтернативні версії

### Будинок М
Стілтмен зображений як людина, яка використовує технологічне обладнання, арештоване Братством ФБР.

### Marvel Zombies
У Marvel Zombies Стілтмен є частиною орди зомбованих суперлиходіїв, які атакують Галактуса, коли той прибуває на Землю. Пожирач світів знищений спільними зусиллями Силових космічних зомбі, але суперлиходії намагаються заволодіти тілом, і відбувається лом.
У обмеженій серії Marvel Zombies 3 з'являється зомбований Стілтмен. Він серед групи зомбі, що охороняє комплекс, яким керує зомбований Кінгпін. Його називають «…мандрівним вартовим з необмеженою видимістю». Він протистоїть людині-машині, яка намагається втекти з комплексу. Андроїд, також на ходулях, дражнить Стілтмена тим, що їхня схожість могла зробити їх друзями. Стілтмен цікавиться, чи Людина-машина говорить серйозно; його немає, і Стілтмена швидко знищують. Іншого Стілтмена можна побачити в іншому вимірі, зараженому зомбі, його тіло було очищено й залишено лежати в уламках Нью-Йорка десятиліттями.

## В інших медіа

### Телебачення
- Втілення Стілтмена Вілбура Дея з'являється в епізоді «Залізної людини» «Війни броні, частина 1», озвученого Доріаном Гервудом. Броня цієї версії заснована на вкрадених моделях для Залізної людини.
- Персонаж, заснований на Стілтмені, на ім'я Стілетто з'являється в «Місячній дівчині та дияволовому динозаврі»[40], озвученому Карі Волгрен. Цей персонаж — шопоголічка на ім'я Лін Фам, яка використала свої інженерні здібності, щоб створити «дизайнерські туфлі на підборах».

### Відеоігри
- Стілтмен з'являється як допоміжний персонаж у версії Spider-Man: Web of Shadows для PSP.
- Wilbur Day з'являється у версії Iron Man 2 для Nintendo DS.